# Dunnichen

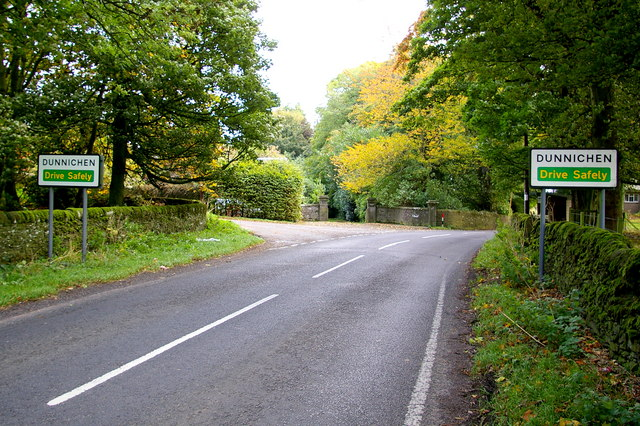
Entrada al pueblo de Dunnichen desde Forfar

Dunnichen (en gaélico escocés: Dùn Neachdain) es un pequeño pueblo en Angus, Escocia, situado entre Letham y Forfar. Está cerca de la colina de Dunnichen, donde la creencia popular sostiene que tuvo lugar la batalla de Dunnichen. La iglesia forma parte de la parroquia de Letham, Dunnichen y Kirkden.

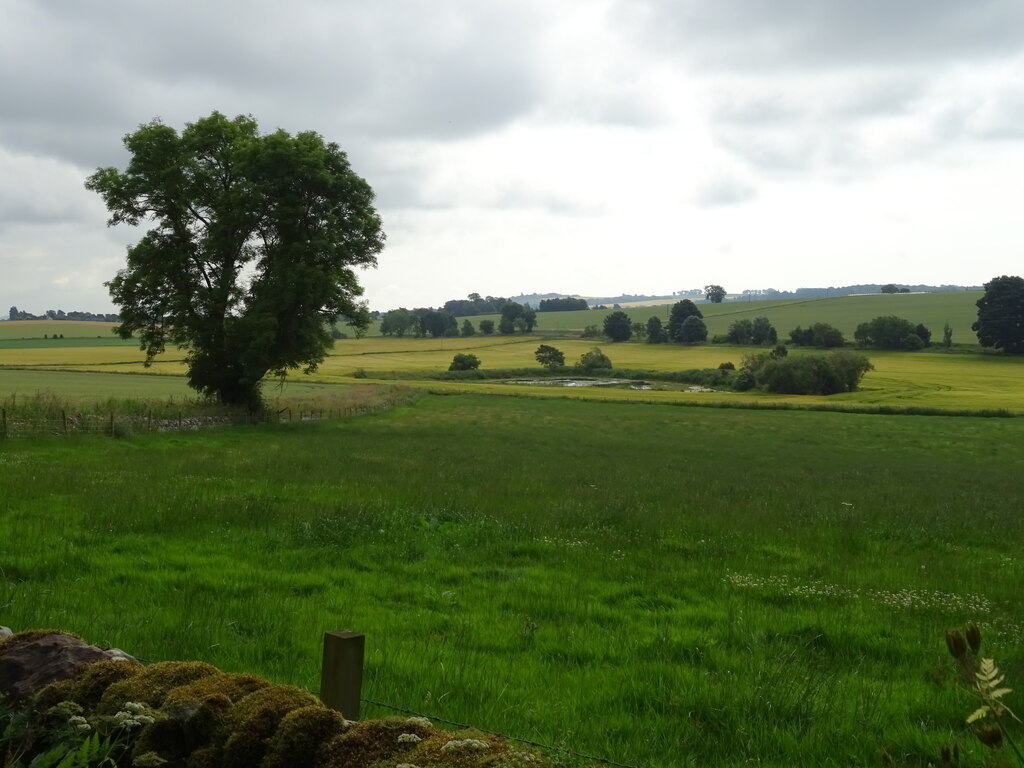
terreno de Dunnichen

## Historia
Durante el siglo XVIII y el XIX aquí vivió George Dempster, un abogado, terrateniente, agrónomo y político. En el pueblo y sus alrededores se han hecho numerosos hallazgos arqueológicos, entre los cuales destacan los castros de las colinas de Dunnichen y Dunbarrow.
A principios del siglo XIX se desenterró en East Mains de Dunnichen la denominada piedra de Dunnichen, un monolito que en la actualidad se conserva en el Instituto Meffan de Forfar.
Una vieja tradición insinúa que el lugar fue escenario de la batalla de Camlann, donde el Rey Arturo luchó contra Mordred.
En 1810, el anticuario George Chalmers descubrió que el lugar podría haber sido el escenario de la batalla de Dun Nechtain del 20 de mayo del 685, donde los pictos, liderados por el rey Bridei III, lucharon contra el ejército de Northumbria, liderado por el rey Egfrido de Northumbria, y donde este último fue asesinado.
Durante mucho tiempo, las conclusiones de Chalmers fueron aceptadas por los historiadores, pero recientemente estas teorías han sido calificadas de dudosas.

## Festival
En 1985 un festival celebrado en la vecina Letham fue organizado por Brian Robertson para conmemorar el aniversario número 1300 de la batalla de Dùn Neachdain. El festival fue recibido inicialmente con cierto entusiasmo por los habitantes locales y el festival se convirtió en un evento anual. En 1987 el festival tuvo la presencia de The Waterboys.
En sus más tempranos años, los asistentes del festival usó un campamento no oficial localizado en la parte más alta de la colina de Dunnichen, el cual fue tolerado por los residentes. El festival fue ganando popularidad y se fue convirtiendo en un free party, con mucha más concurrencia que otros eventos oficiales de Letham, atrayendo a unos 2500 visitantes. La colina se transformó en la atracción principal del pueblo. Varios grupos New Age han visitado el monte.
Entre la población local empezó a crecer la impopularidad a causa del ruido y el deseo de clausurar el festival, lo cual hizo que éste terminase en 1991. El festival tuvo su repercusión, siendo citada en el Criminal Justice and Public Order Act 1994. En 1996 hubo un episodio de violencia cuando la policía intentó confiscar los equipos de música que allí esta instalados. Hubo también comportamientos desagradables entre los que allí estaban instalados, muchos de los cuales se relacionan con la masacre de varios animales de granja, como ovejas, pollos y perros.